# Kirazlı-Kloster

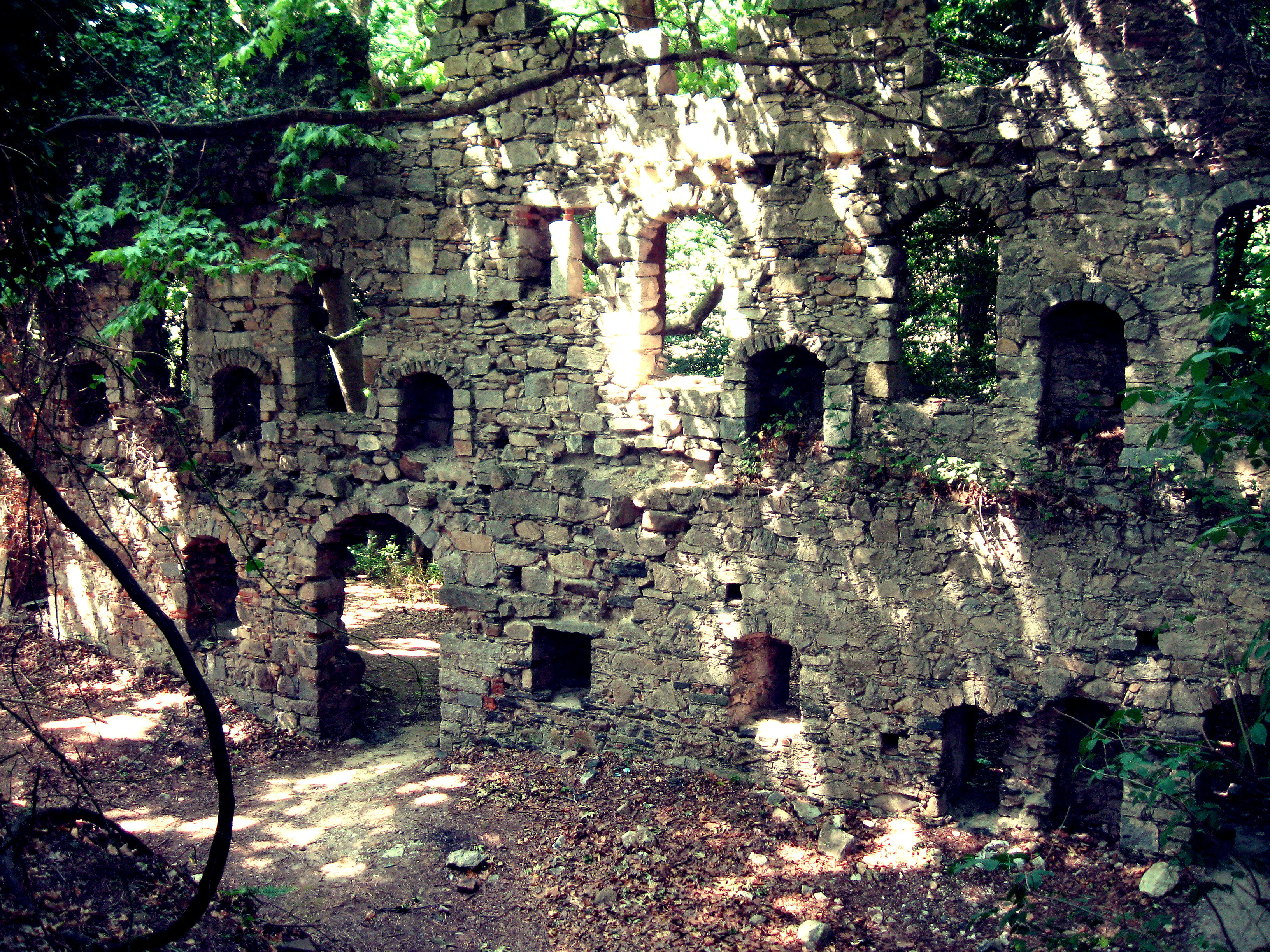
Ein Blick auf die Ruinen des Kirazlı-Klosters

Das Kirazlı-Kloster ist eine Klosterruine auf der Halbinsel Erdek in der Türkei. Es besteht aus mehreren Gebäudekomplexen in unterschiedlichem Erhaltungszustand.

## Beschreibung
Das Kloster liegt am Didumus-Berg (türk.: Didumus Dağı). Es wurde bis ins 19. Jahrhundert hinein durch hier lebende griechische Christen liturgisch genutzt. Heute sind noch deutlich die Reste mehrerer Gebäude (bis zu zwei Stockwerke) erhalten, des Weiteren auch die Apsiswand der Kirche.

## Galerie

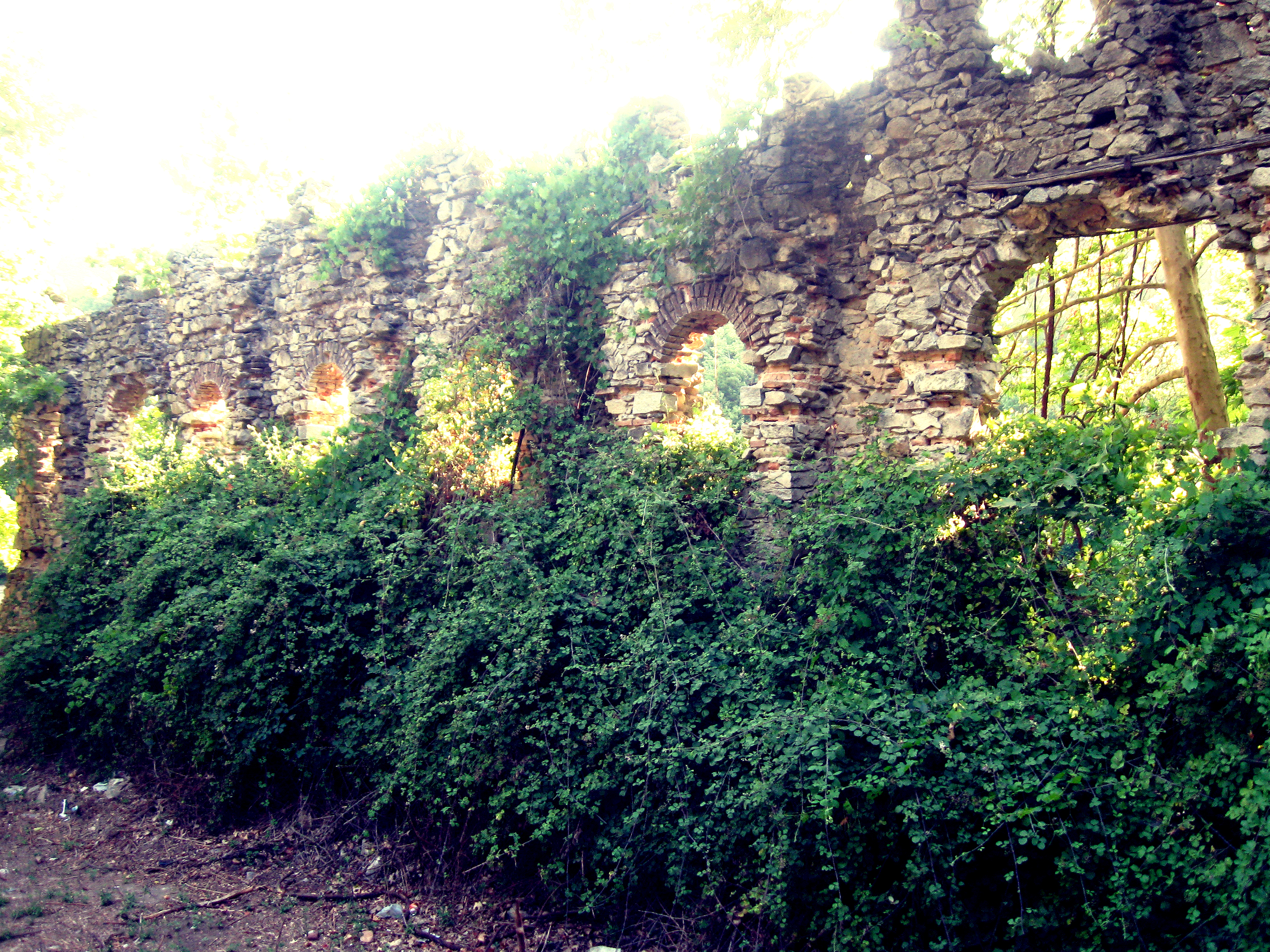
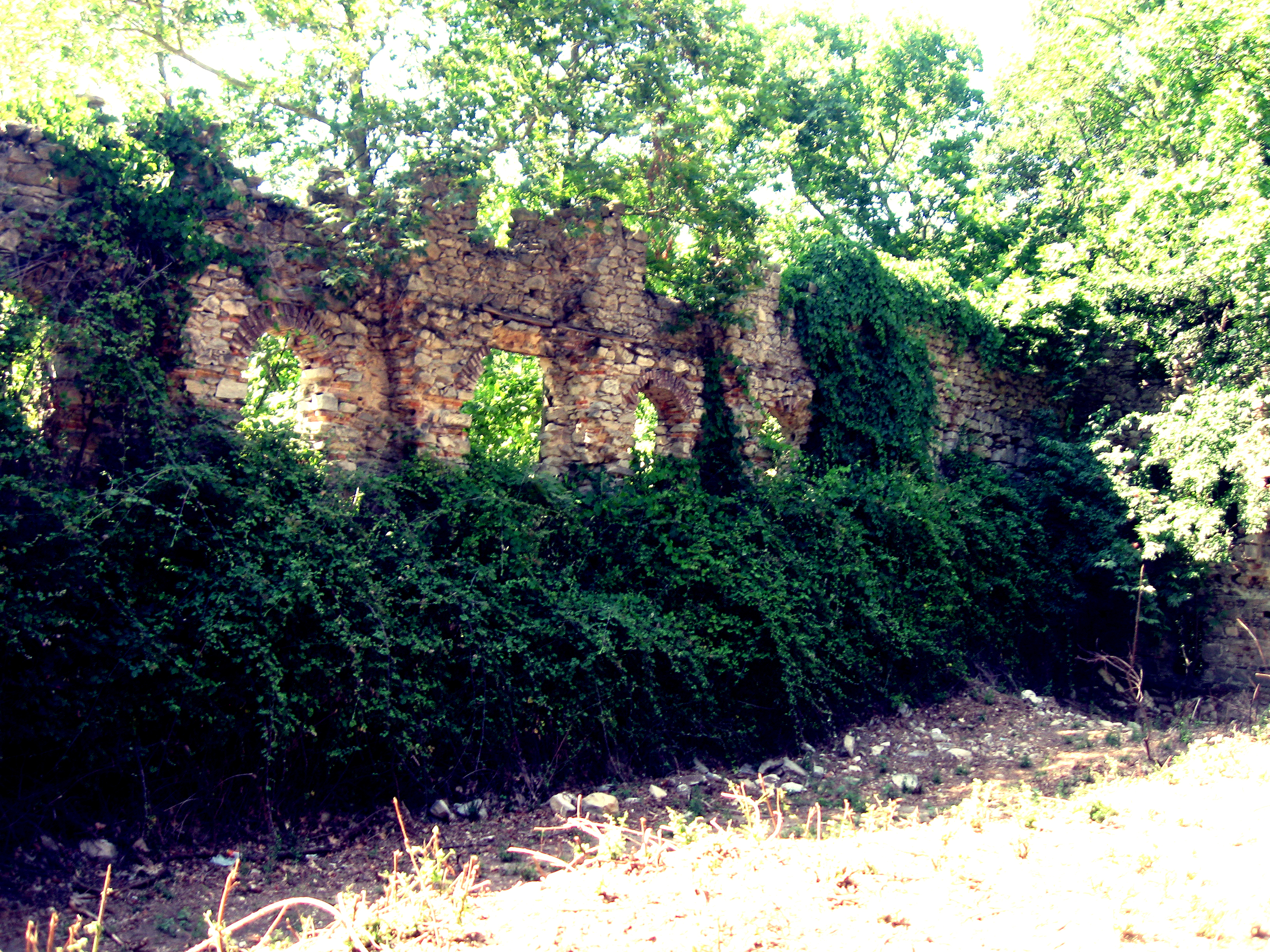
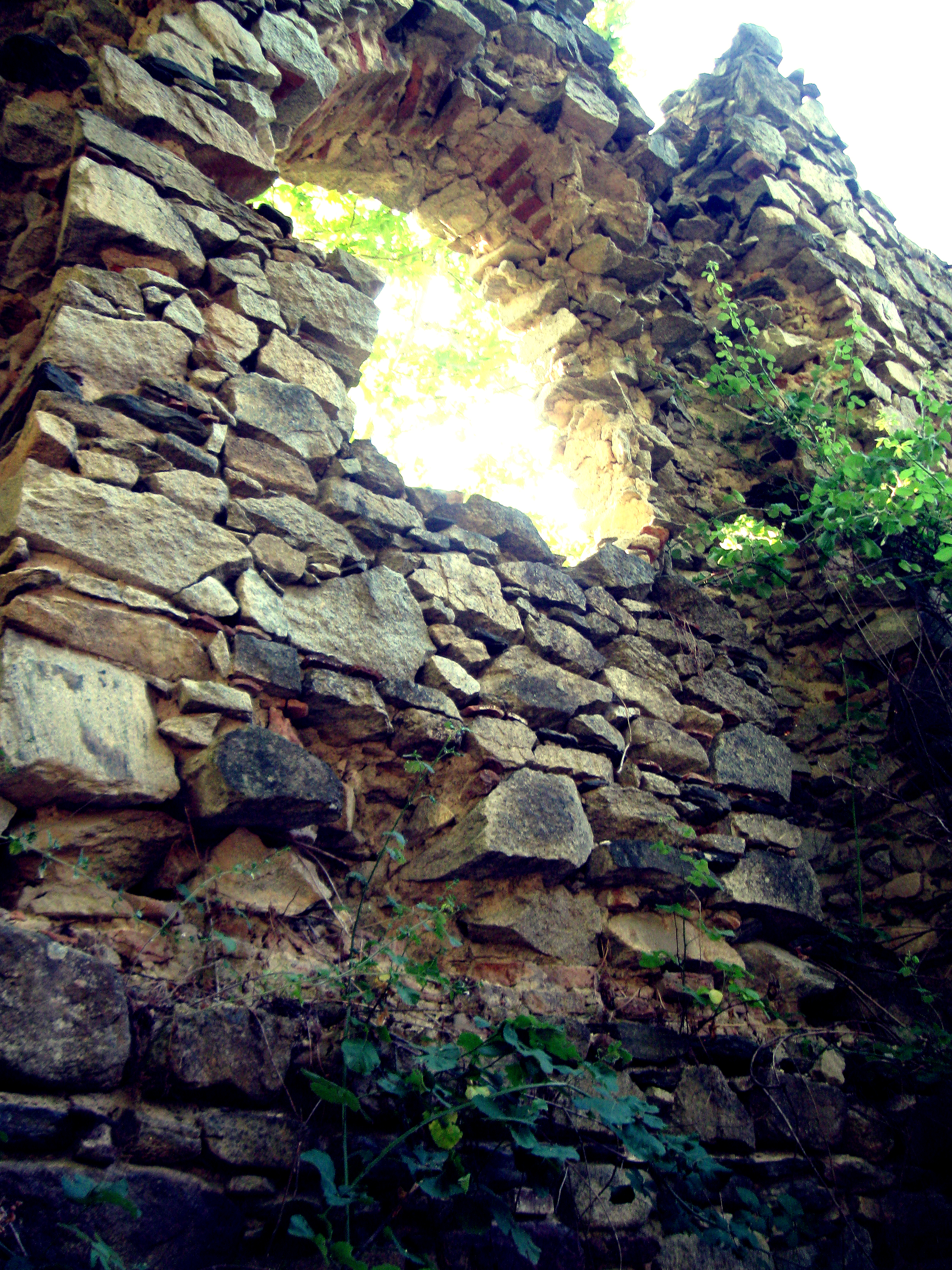
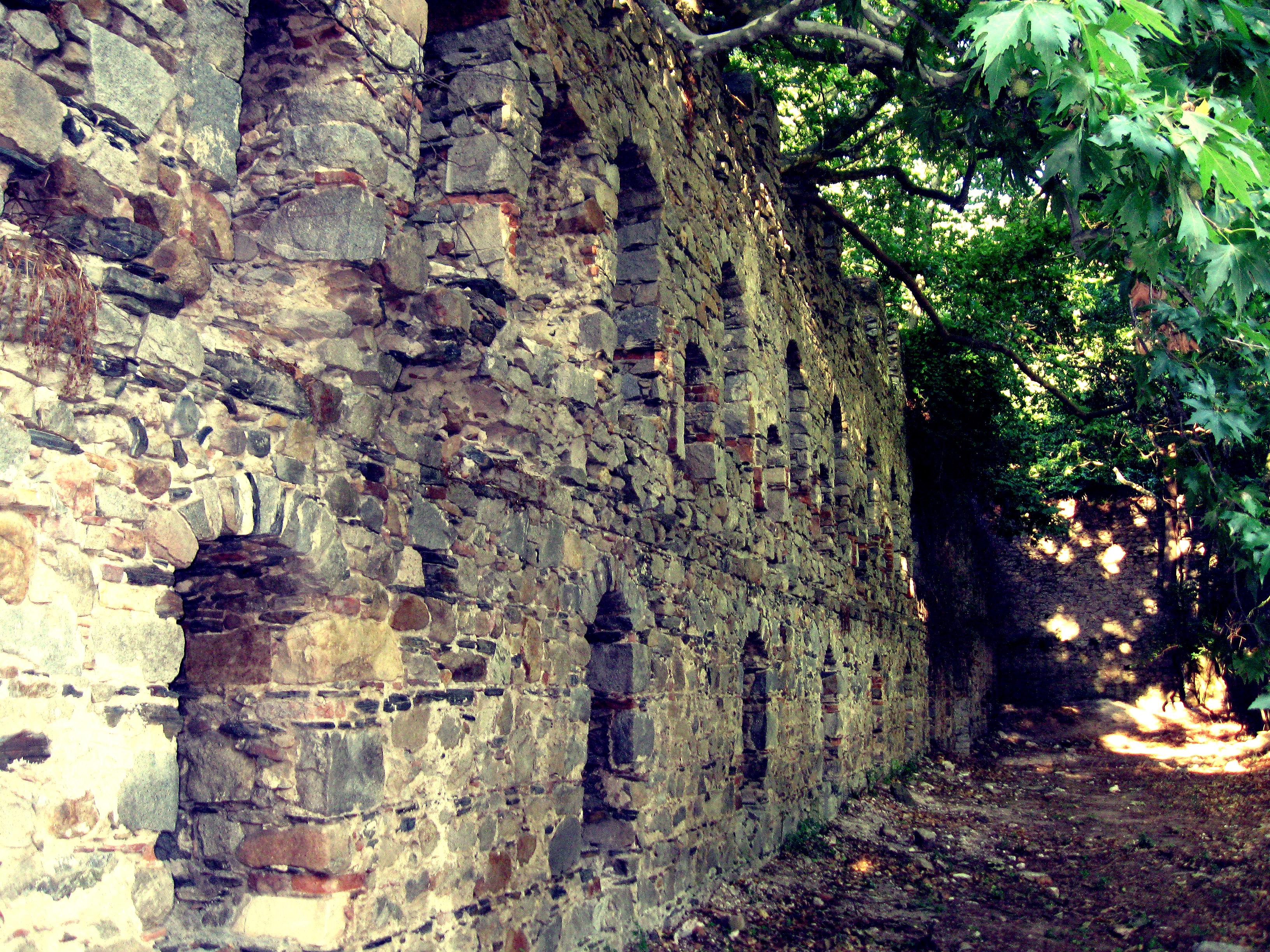
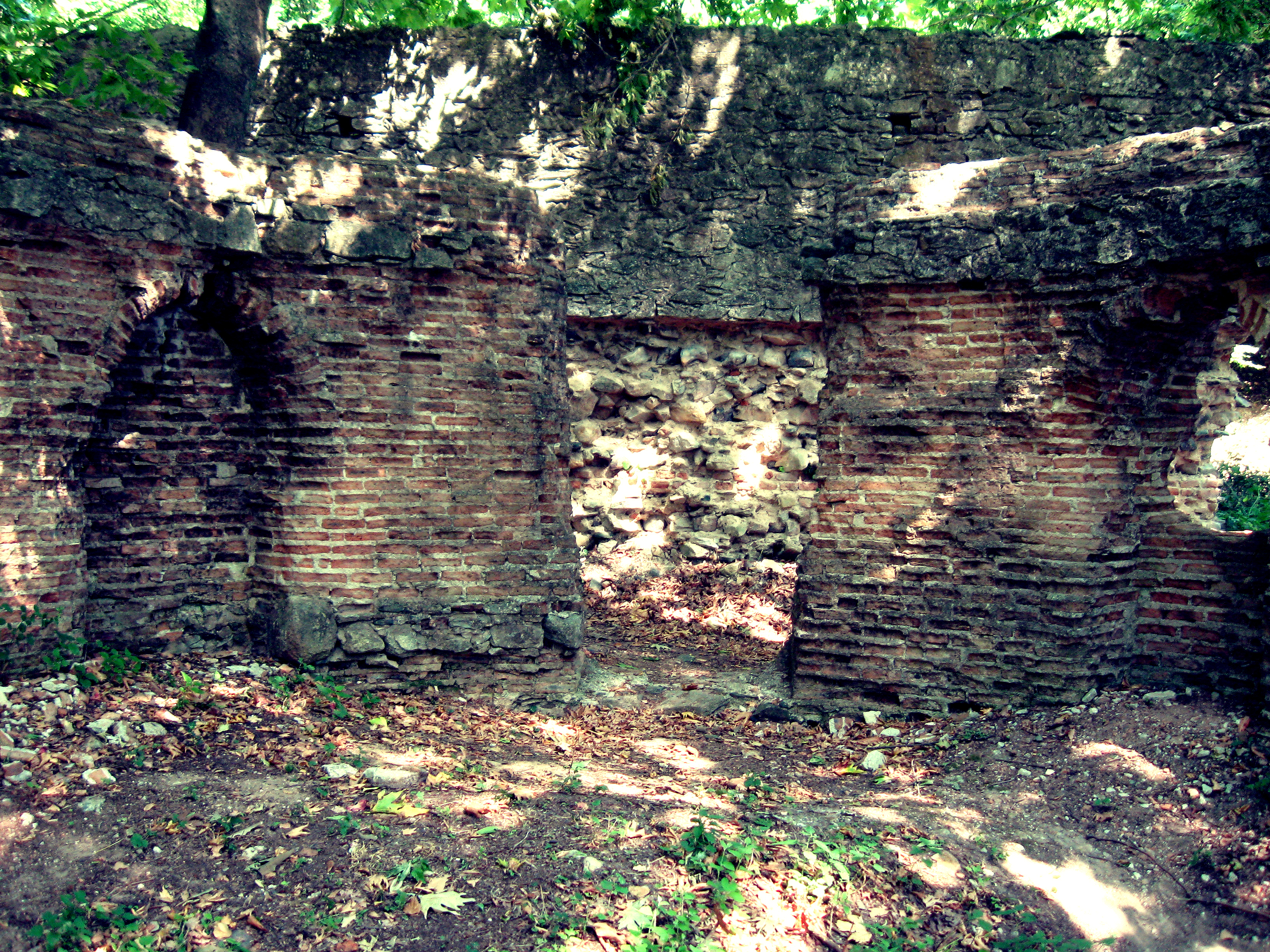
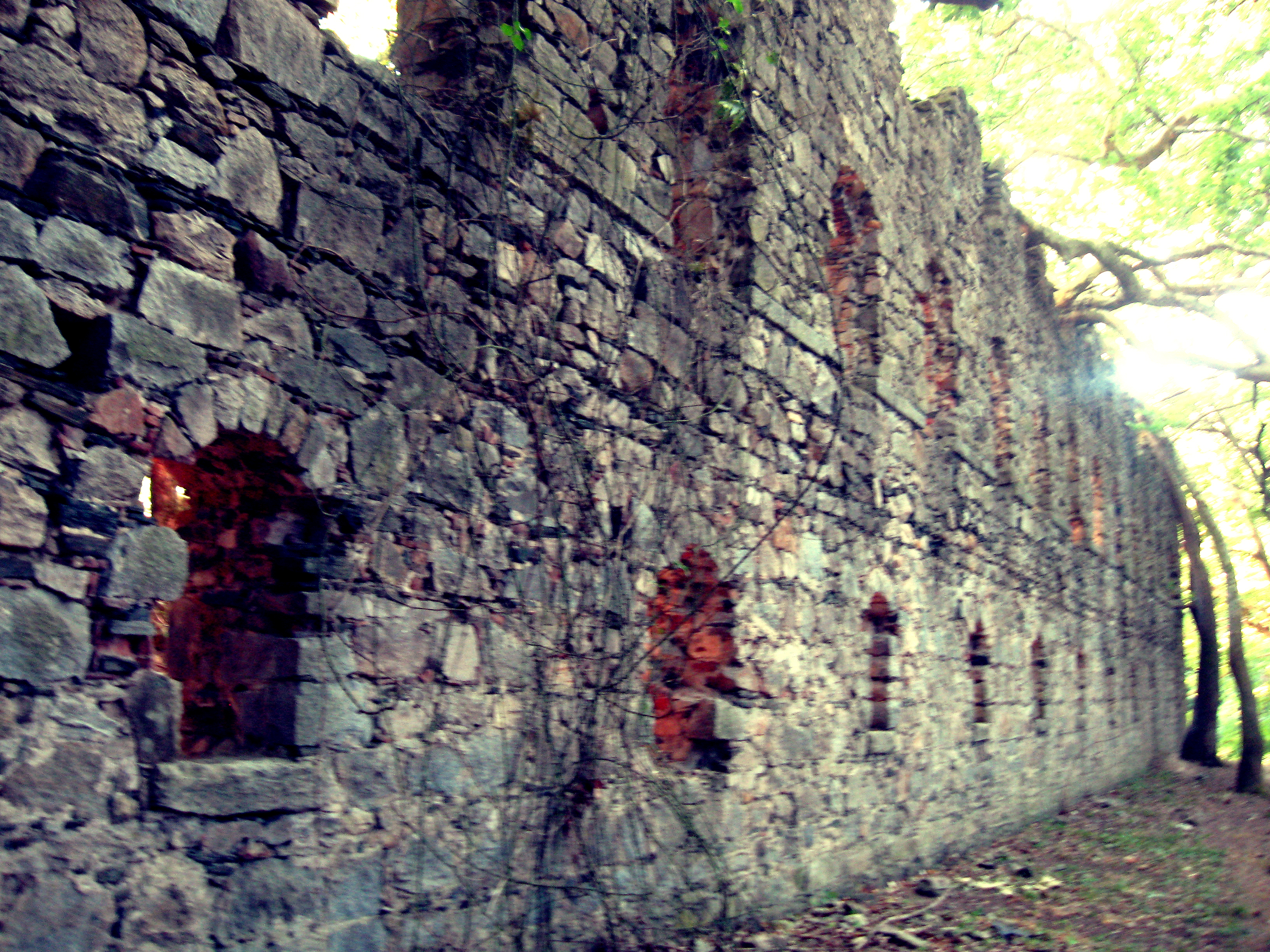